# Teresa Enríquez
Teresa Enríquez de Alvarado (Medina de Rioseco, c. 1450 - Torrijos, 4 de marzo de 1529) fue una dama de la nobleza castellana, famosa por su religiosidad, belleza y su dedicación a las obras de caridad.

## Biografía
Fue hija del Almirante de Castilla y señor de Medina de Rioseco, Alonso II Enríquez, y de María de Alvarado y Villagrán, que murió al poco de nacer Teresa. Nació hacia 1450 y fue criada por su abuela paterna, Teresa de Quiñones, en el monasterio franciscano de Valdescopezo. En el pasado existieron opiniones erróneas, ya descartadas, que afirmaban que Teresa Enríquez era hija ilegítima del Almirante de Castilla, por el hecho de haber vivido junto a su abuela en un monasterio apartado de la villa, en vez de con su padre y el resto de sus familiares. 
Llevó una vida muy austera, resaltada por sus coetáneos. En su ciudad natal existe la leyenda de que en una ocasión, su abuela, Teresa de Quiñones, decidió participar junto a su nieta Teresa en la procesión del Jueves Santo, que organizaba la Cofradía de la Vera Cruz. Los lugareños de Medina de Rioseco, al ver a dos damas tan distinguidas en el séquito procesional, una mujer mayor y una niña de bellas facciones, hicieron correr la voz de que ese año habían participado en la procesión la mismísima Virgen María, acompañada de su madre Santa Ana.
De entre sus moradas podemos destacar dos:
- El palacio de Altamira, situado en la Plaza de España de Torrijos (desaparecido). Era un palacio muy grande. La portada principal, inspirada en la portada de San Juan de los Reyes, se encuentra en una finca de Santa Cruz del Retamar.
- Palacio de la Cava, en Toledo (parcial). Se encuentra en la bajada de la cuesta de San Juan de los Reyes.

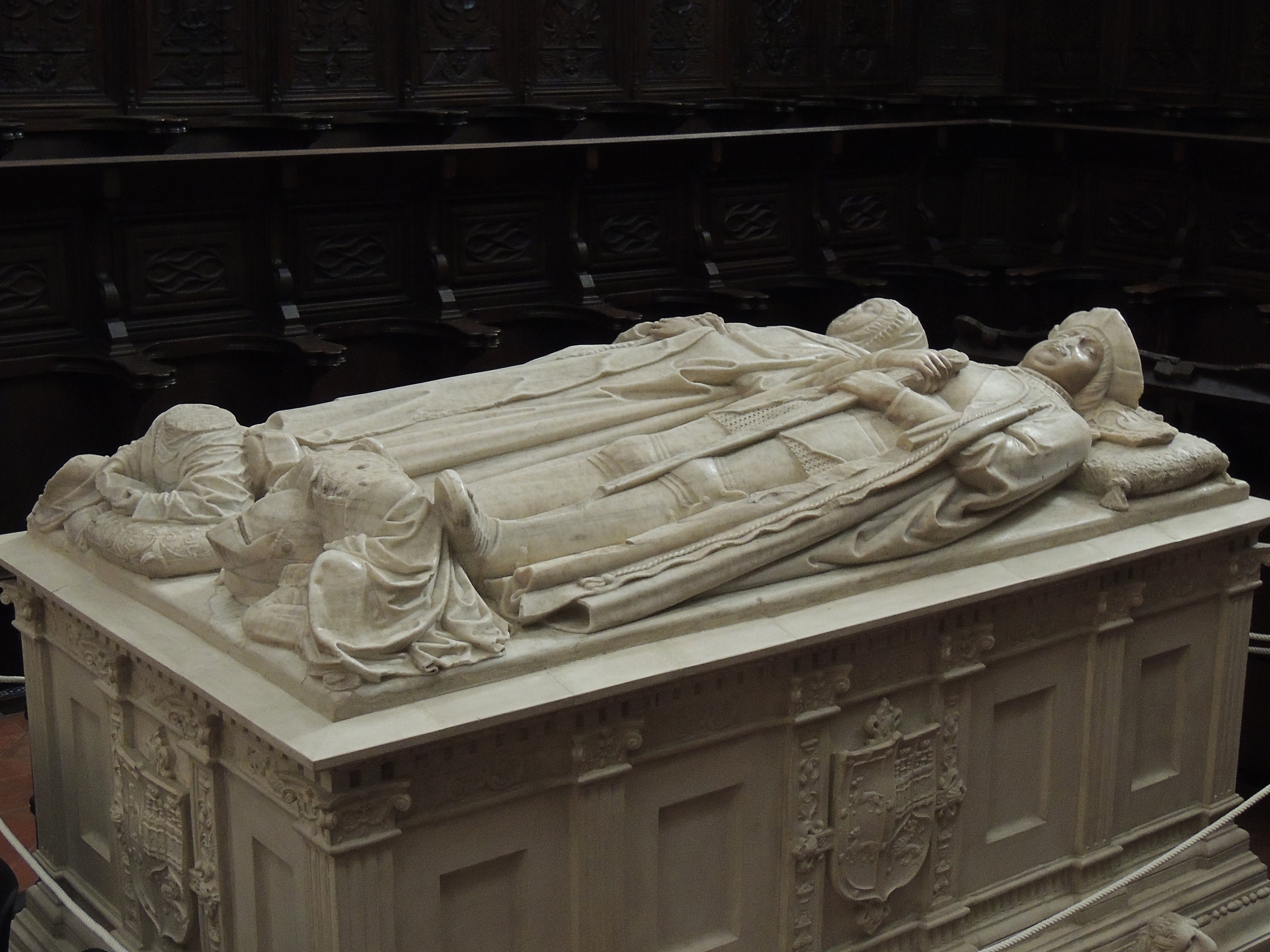
Sepulcro de Teresa Enríquez y Gutierre de Cárdenas en el coro de la Colegiata de Torrijos.

Devota del Santísimo Sacramento, se dedicó a su exaltación durante los años de retiro en Torrijos una vez fallecido su marido Gutierre de Cárdenas, contador de los Reyes Católicos y alcalde de Toledo. A ella se debe la fundación de la Hermandad del Santísimo Sacramento de Torrijos, la cual fue la primera de las de España. También se le debe la construcción de la colegiata de Torrijos en honor del Santísimo Sacramento, así como la fundación del convento de la Concepción, tanto en Torrijos como en otras poblaciones. 
Debe destacarse la labor humanitaria que realizó, junto a Isabel la Católica en la guerra de la conquista de Granada, pues se encargaba de atender a los heridos, ayudándoles a soportar los dolores y atendiéndoles en todo momento. A estas dos mujeres se debió la asistencia a los soldados que habían quedado inválidos. Tal vez por esta circunstancia Teresa Enríquez se interesó tanto por los enfermos y necesitados. Nunca dejó a nadie sin darle alimento, y era proverbial su generosidad y esplendidez para los necesitados, pues todos los días ella misma atendía a los pobres, dándoles de comer, por lo que a Torrijos acudían gentes de todas partes para obtener una limosna, trabajo o comida.
Los hospitales de la Consolación y Santísima Trinidad de Torrijos fueron unas instituciones fundadas y sufragadas con los dineros que ellos habían dejado para este menester. Fundó numerosos conventos en diferentes poblaciones de España, así como la construcción de una capilla en san Lorenzo y Dámaso en Roma. Además de encargar la realización de este tipo obras, se preocupó por la enseñanza de los niños, instituyó lo que se llamaba “los clerizones”, niños cantores, que además recibían instrucción y educación. Se preocupó por dotar a las mujeres de vida descarriada para mejorar su estatus social y conseguir su matrimonio. 
Junto con su esposo erigieron en la catedral de Toledo la capilla de la Virgen de la Antigua, en la que se puede ver el retablo en el que figuran las imágenes de este matrimonio, así como las de sus hijos. 
Teresa Enríquez murió a muy avanzada edad, ya que su fallecimiento tuvo lugar el 4 de marzo de 1529. Fue enterrada junto a su marido en el monasterio franciscano de Santa María de Jesús en Torrijos, ya desaparecido, y posteriormente trasladado a la colegiata. 
Hoy su cuerpo incorrupto descansa en el convento de la Concepción de Torrijos, hallándose Teresa Enríquez en proceso de beatificación. El papa Francisco firmó el decreto de virtudes heroicas que declara venerable a Teresa el 23 de marzo de 2023.